# Dōjinshi

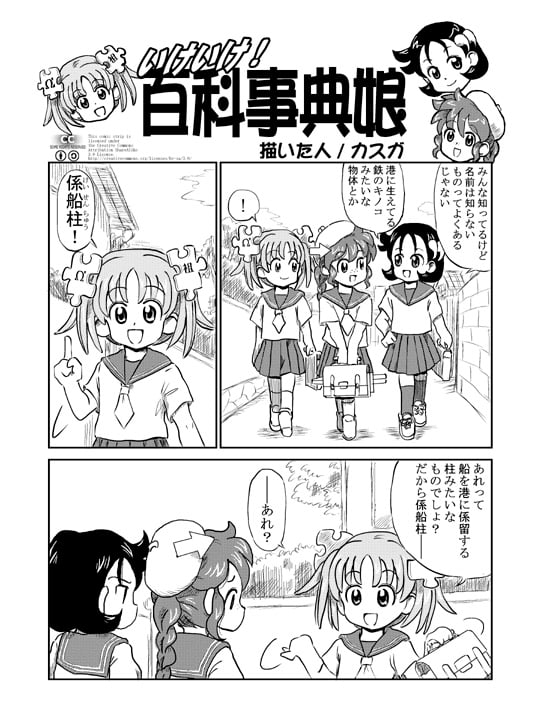
Pagina dalla dōjinshi su Wikipe-tan, Commons-tan e Wikiquote-tan

Una dōjinshi (同人誌?) è una rivista giapponese pubblicata in proprio. Il loro contenuto è generalmente collegato al mondo di anime e manga, ma esistono anche molte dōjinshi su videogiochi o serie televisive (non necessariamente giapponesi). La maggior parte delle dōjinshi contiene brevi manga autoconclusivi, cui seguono storie in prosa, illustrazioni e articoli. Le dōjinshi sono realizzate quasi unicamente da amatori, ma anche alcuni artisti professionisti vi partecipano, come mezzo per pubblicare materiale al di fuori dei normali canali dell'industria editoriale. Il termine deriva da  dōjin (同人?), che significa "persone con lo stesso interesse", e shi (誌?) che significa "rivista". Il vocabolo inglese più immediato per renderlo è quello di fanzine.
Gli appassionati di dōjinshi, creatori o semplici acquirenti, frequentano apposite convention, la più grande e nota delle quali è il Comiket che si tiene a Tokyo due volte all'anno, in estate e in inverno. La maggioranza delle dōjinshi ripropone personaggi di titoli noti vecchi e nuovi, specie nell'animazione (dai Cavalieri dello zodiaco sino a Sailor Moon), reinterpretati in chiave umoristica, drammatica o alla ricerca di risvolti inediti nei rapporti dei personaggi, come per esempio gli aniparo (contrazione di anime parody). Queste pubblicazioni avvengono sempre in bassa tiratura, per evitare eventuali dispute legali dovute al copyright.
Esistono comunque diverse dōjinshi, anche se meno note presso il pubblico estero, che presentano unicamente personaggi e fumetti originali. Nell'ultimo decennio il mercato delle dōjinshi si è espanso in modo significativo, attraendo migliaia di creatori e fan. Gli sviluppi tecnologici delle tecnologia di stampa hanno aiutato questa espansione, rendendo più facile per i creatori di dōjinshi scrivere, disegnare, pubblicare, promuovere e distribuire i loro lavori. Alcune dōjinshi, ad esempio, sono ora pubblicati su supporti digitali. Molti autori di dōjinshi si stanno inoltre muovendo verso il mercato online e della stampa a richiesta.

## Categorie
È possibile dividere le dōjinshi in alcune categorie, tenendo comunque conto come si tratti di confini spesso fluidi e poco definiti. Alcune di queste categorie, inoltre, rispecchiano le suddivisioni per target già presenti nel mercato ufficiale del fumetto giapponese:
- Seinen (青年? lett. "giovane uomo"): indirizzate a un pubblico di maschi maggiorenni, con contenuti spesso ma non necessariamente erotici.
- Yaoi (やおい?) e shōnen'ai (少年愛?): dōjinshi di argomento omosessuale maschile, indirizzate prevalentemente a un pubblico di giovani donne
- Yuri (百合?) e shōjo-ai (少女愛?): di argomento omosessuale femminile, rivolte principalmente al pubblico maschile.
- Dōjinshi ippan (同人誌一般? lett. "generico"): prive di materiali erotico o pornografico, adatte anche al pubblico più vasto.

## Vendite delle dōjinshi
Non esiste una tiratura fissata per le dōjinshi, ogni artista o circolo è libero di pubblicare quante copie vuole. I prezzi sul mercato giapponese possono variare dall'equivalente di 1 € fino a diverse centinaia di euro, tipicamente sono compresi tra 200 e 400 yen (circa 1,50 - 3,00 €). Il più grande mercato americano (ed europeo) per le dōjinshi è eBay. Approssimativamente circa 1,000 dōjinshi, spesso con contenuti sessuali, possono essere trovati in vendita in qualunque momento. Una singola dōjinshi tipicamente può essere venduta a un prezzo compreso tra 5 e 20 €, ma i pezzi più cari possono arrivare anche alle centinaia di euro.
Molti piccoli siti web offrono dōjinshi in vendita. Possono essere un buon posto per vedere buone scansioni di dōjinshi e farsi un'idea della qualità del lavoro. Vale la pena infine di citare i siti di CG (contrazione di computer graphics), meglio note al di fuori del Giappone come fanart. Si tratta di illustrazioni pubblicate online da autori di dōjinshi, sia come esempio dei propri lavori sia come semplice esposizione personale.

## Autori famosi di dōjinshi
Molti autori attualmente attivi come professionisti hanno cominciato realizzando dōjinshi, e nelle loro opere è possibile riconoscere tracce stilistiche tipiche dell'ambiente amatoriale. Tra questi abbiamo ad esempio le CLAMP, gruppo di autrici molto note per le loro opere indirizzate a un pubblico ambosesso di giovani o giovanissimi, oppure Ken'ichi Sonoda, noto per serie come Gunsmith Cats indirizzate a un pubblico adulto o tardoadolescenziale.
Inoltre alcuni autori anche celebri si prendono, in alcuni casi, la libertà di un rientro momentaneo nel mondo delle dōjinshi, come ad esempio Naoko Takeuchi, l'autrice di Sailor Moon, o Takeshi Okazaki, che dopo diversi anni di pausa forzata dal lavoro dovuta alla sua malattia, è tornato al lavoro sia nel mondo professionale sia in quello amatoriale producendo una nuova dōjinshi ad ogni Comiket. Tra gli altri artisti più notevoli abbiamo:
- Yoshitoshi Abe: ha pubblicato alcune delle sue più importanti opere originali proprio come dōjinshi, ad esempio Haibane Renmei.
- Ken Akamatsu: creatore di Love Hina e Negima, continua saltuariamente a fare dōjinshi che vende sotto lo pseudonimo di Awa Mizuno.
- Kiyohiko Azuma: creatore di Azumanga daiō e Yotsuba &!, ha iniziato facendo dōjinshi utilizzando lo pseudonimo di A-Zone.
- Nanae Chrono: creatrice del manga Peacemaker Kurogane, ha pubblicato una gran quantità di dōjinshi ispirati a Naruto, la maggior parte dei quali di genere yaoi.
- Kazushi Hagiwara: autore di Bastard!!, assieme al suo gruppo di lavoro ha pubblicato tutta una serie di dōjinshi correlati alla sua opera principale.
- Masaki Kajishima: creatore di Chi ha bisogno di Tenchi?, ha a lungo utilizzato il formato dōjinshi per creare ulteriori sviluppi alle sue storie, poi sfociate in opere ufficiali, come ad esempio il successivo Tenchi muyō! GXP.
- Kazuhiko Kato: meglio noto come Monkey Punch, creatore del personaggio di Lupin III, è nato come artista dōjinshi.
- Kazuma Kodaka: creatrice di Kizuna e L'equazione del professore tra gli altri, ha pubblicato diverse parodie dōjinshi di genere yaoi ispirate a Fullmetal alchemist e The Prince of Tennis.
- Koshi Rikdo: creatore del manga Excel Saga, ha iniziato la sua carriera come artista dōjinshi.
- Yun Kouga: creatore di due ben note serie yaoi come Earthian e Loveless, ha pubblicato una serie di dōjinshi ispirati a Gundam.
- Sanami Matoh: autrice di Fake: Un'indagine confidenziale ha pubblicato varie parodie dōjinshi di genere yaoi, per lo più ispirate a One Piece.
- Maki Murakami: autrice di Gravitation.
- Minami Ozaki: creatrice del manga di genere yaoi Zetsuai è un'autrice estremamente prolifica di opere dōjinshi, in particolare con personaggi tratti dal manga calcistico Capitan Tsubasa.
- Rumiko Takahashi: disegnava dōjinshi prima di essere scoperta.
- Yoshihiro Togashi: creatore di Hunter × Hunter, è anche autore di dōjinshi sotto lo pseudonimo Church.